# 265
265 је била проста година.

## Догађаји
- Конзули Лициније Валеријан и Луцил.
- Цар Галијен два пута покушава да порази узурпатора Постума, али први пут, због непажње Ауреола, команданта елитне коњице, успева да побегне. По други пут, Галијен је рањен стрелом и прекида опсаду галског града где се Постум утврдио.
- Постум зауставља његов напредак ка Риму.
- Галијен издаје наређење за утврђивање Милана и Вероне.
- Галијен зауставља готска освајања Балкан.
- 20 хиљада хунских породица, које су претходно побегле у степу, затражиле су да буду примљене као поданици. Населили су се у Хексију.
- Кинески војсковођа Сима Јан (унук и син победоносних генерала) преузима власт у држави Веј и ствара династију Ђин.